# Сабиха Касимати (музей)
Музей естественных наук «Сабиха Касимати» (алб. Muzeu i Shkencave të Natyrës «Sabiha Kasimati») — музей естественных наук в Тиране, столице Албании.

## История

Экспозиция, посвящённая Сабихе Касимати, в Музее естественных наук

Музей естественных наук был основан в 1948 году, будучи связанным с Тиранским университетом. У него есть филиалы, посвящённые зоологии, ботанике и геологии.
8 марта 2018 года музею было присвоено имя Сабихи Касимати, первой албанской учёной, внесшей значительный вклад в изучение пресноводных рыб. В ночь на 26 февраля 1951 года она в составе группы из 21 человека была расстреляна без суда и следствия членами Сигурими. Касимати открыто выступала против коммунистического режима, установившегося в стране после Второй мировой войны. Её обвиняли в принадлежности к группе из 22 албанских интеллектуалов, взорвавших бомбу в советском посольстве в Тиране. В 1991 году, после падения диктатуры в стране, все казнённые были реабилитированы новыми властями и посмертно награждены орденом «Честь нации».

## Коллекции
Музей состоит из семи залов, в которых представлены 3000 экспонатов, связанных с богатым биоразнообразием Албании, включая животных (млекопитающих, птиц, рептилий, амфибий, рыб, насекомых и водных беспозвоночных) и растений. Беспозвоночные представляют собой наибольшее количество экспонатов фауны, выставленных в музее и хранящихся в его запасниках. Богатая коллекция музея была собрана благодаря талантливым учёным, сотрудничавших с ним, таким как Сабиха Касимати, Илья Митруши, Василь Пузанов, Фотак Лямани, Кастриот Мисья, Идриз Хаджиу, Вангель Андони, Лека Гикнури, Ислам Зеко, Андриан Васо, Фердинанд Бего, Таулант Бино, Саймир Бекирай и другим. Кроме того, важный вклад в сохранение коллекции музея внесли хранители музеев и таксидермисты, такие как Мухамет Шпати и Григор Йорго.